# Anseropoda aotearoa
Anseropoda aotearoa is een zeester uit de familie Asterinidae.
De wetenschappelijke naam van de soort werd in 1973 gepubliceerd door Donald George McKnight.